# ستاخی
ستاخی (به چکی: Stachy) یک منطقهٔ مسکونی در جمهوری چک است که در ناحیه پراخاتیتسه واقع شده‌است. ستاخی ۲۸٫۱۳ کیلومتر مربع مساحت و ۱٬۲۱۶ نفر جمعیت دارد و ۷۳۸ متر بالاتر از سطح دریا واقع شده‌است.